# Зеленянка (Крыжопольский район)
Зеленянка (укр. Зеленянка) — село на Украине, находится в Крыжопольском районе Винницкой области.
Код КОАТУУ — 0521984204. Население по переписи 2001 года составляет 664 человека. Почтовый индекс — 24626. Телефонный код — 4340.
Занимает площадь 13,72 км².

## Адрес местного совета
24625, Винницкая область, Крыжопольский р-н, с. Красноселка, ул. Октябрьская, 1а, тел. 2-63-42; 2-63-31